# Zakopane (stacja kolejowa)
Zakopane – stacja kolejowa w Zakopanem, w województwie małopolskim, w Polsce. Stacja czołowa i koniec linii kolejowej nr 99.

## Historia
Fundatorem i organizatorem budowy kolei do Zakopanego był Władysław Zamoyski, którego upamiętnia tablica pamiątkowa na dworcu, ustanowiona w 1999 w 100-lecie fundacji.
Projektantem rozbudowy budynku dworca, przeprowadzonej w latach 1937–1939, z uwagi na odbywające się w mieście Mistrzostwa Świata w Narciarstwie Klasycznym 1939, był inż. Zenon Thienel.
W czerwcu 2022 dotychczasowy układ torowy stacji rozebrano, a w jego miejsce w 2023 powstał nowy układ torów i peronów, przy czym niweleta torowiska została obniżona o 1 metr. Równocześnie przy dworcu powstał parking wielopoziomowy.
Zakopane jest drugą co do wysokości bezwzględnej stacją kolejową w Polsce (835 m n.p.m.).

## Ruch pasażerski
| Rok  | Wymiana roczna | Wymiana pasażerska na dobę | miejsce w Polsce |
| ---- | -------------- | -------------------------- | ---------------- |
| 2017 | 475 000        | 1 300                      |                  |
| 2018 | 767 000        | 2 100                      |                  |
| 2019 | 767 000        | 2 100                      |                  |
| 2020 | 586 000        | 1 600                      | 98               |
| 2021 | 694 000        | 1 000                      |                  |
| 2022 |                | 2 300                      |                  |
| 2023 |                | 2 300                      |                  |
| 2024 |                | 4 200                      |                  |

## Galeria

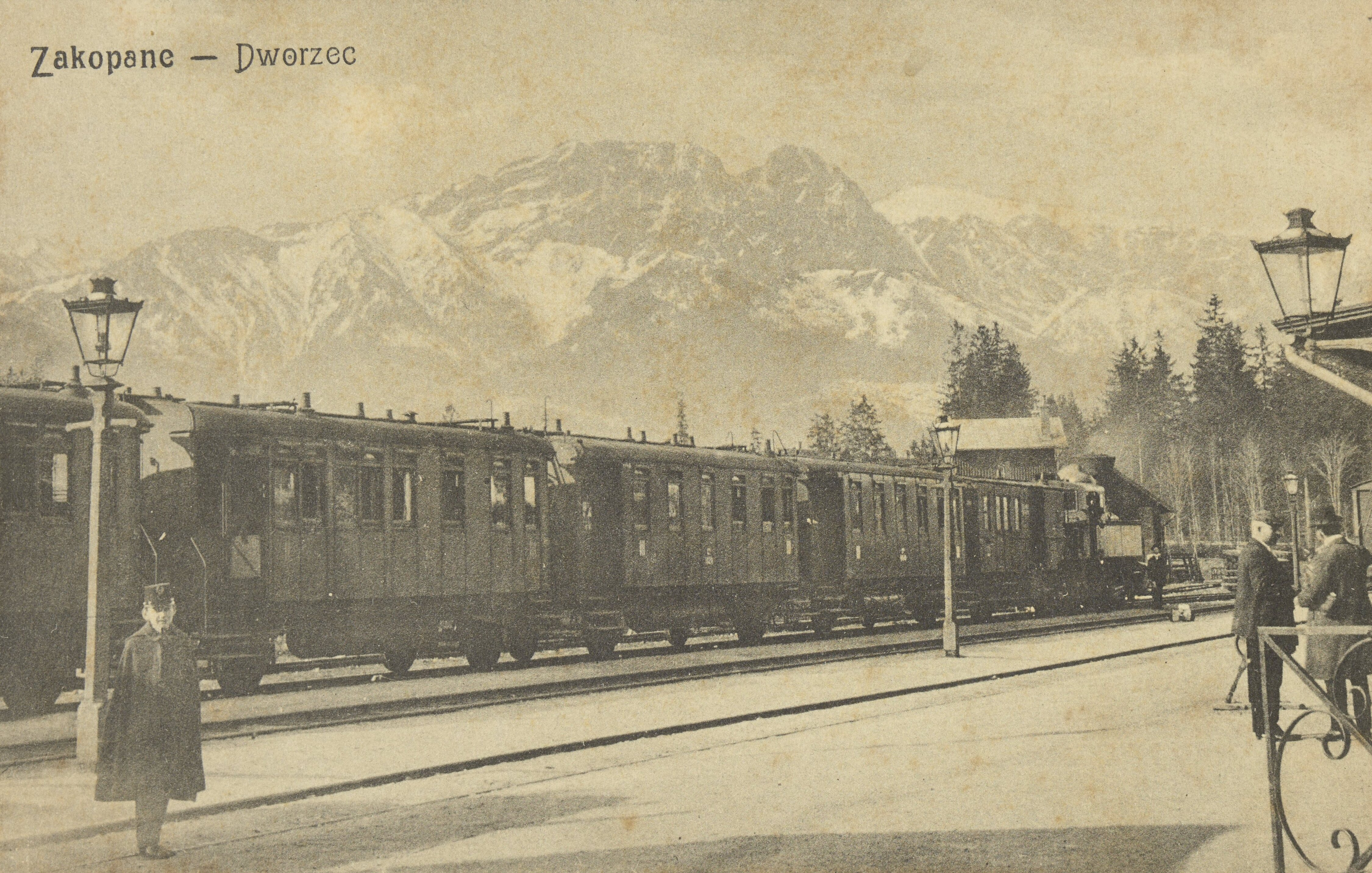
Pocztówka z 1906 r.
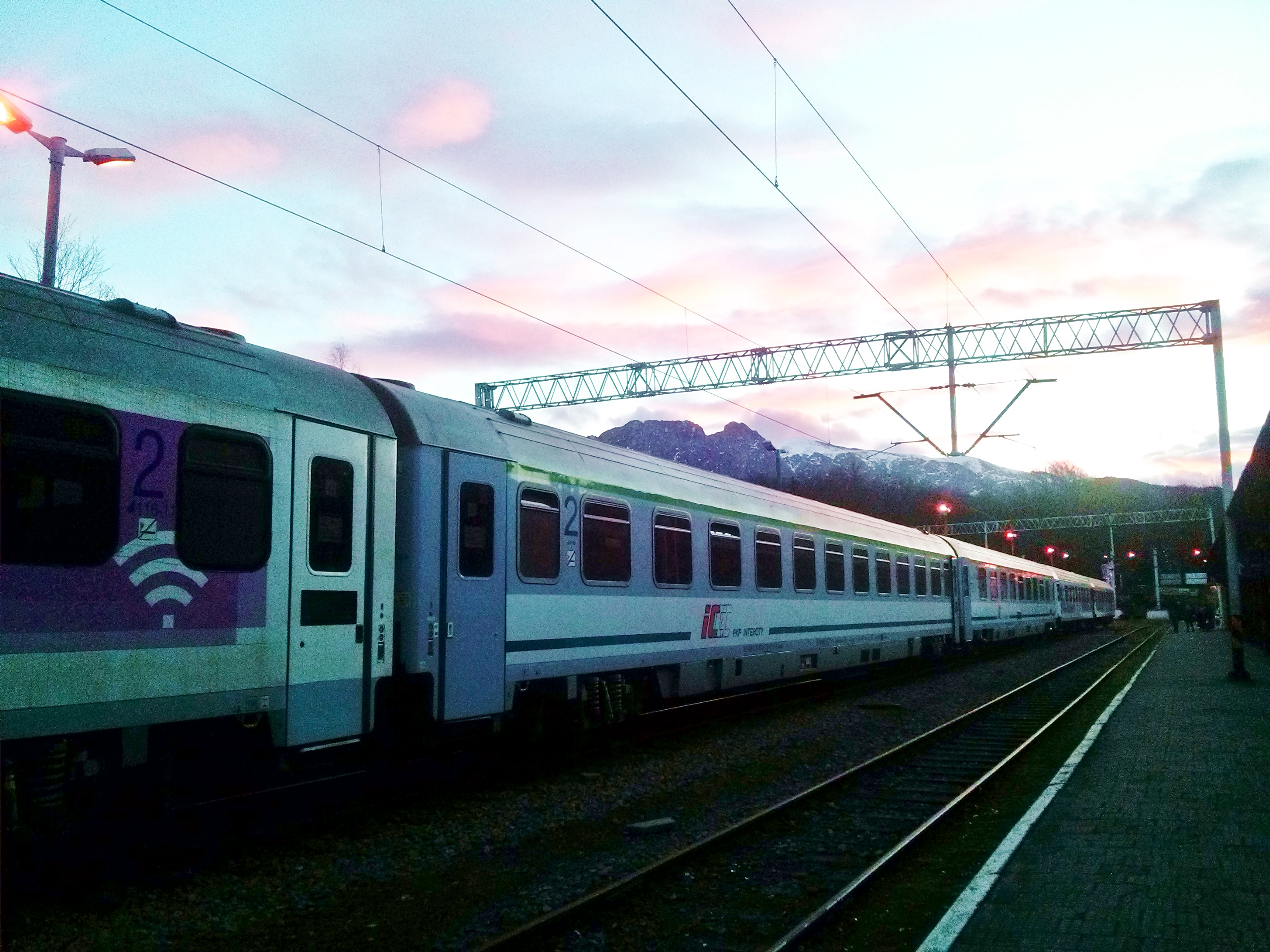
Pociąg EIC Tatry na stacji Zakopane przed remontem
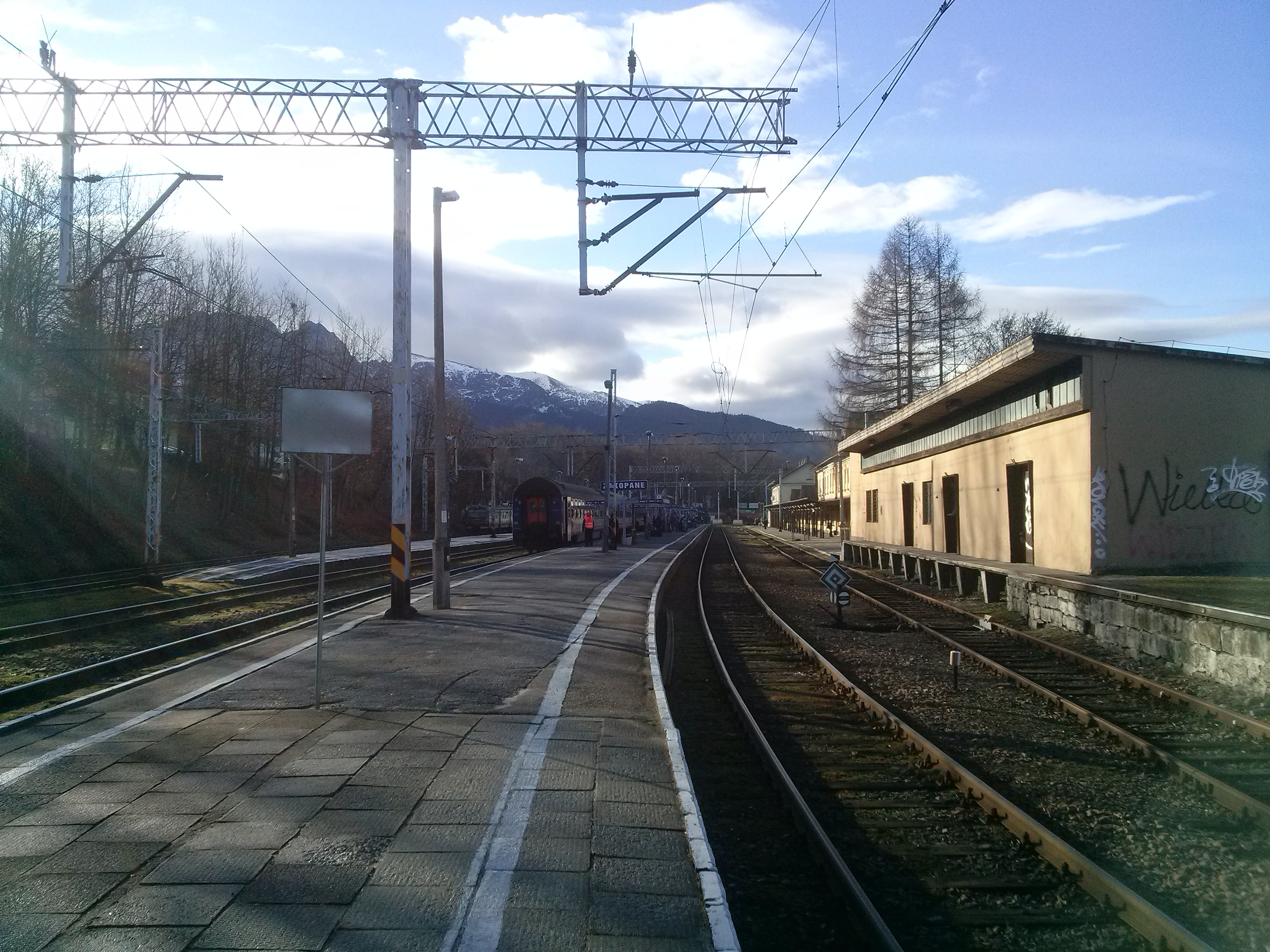
Stacja kolejowa przed remontem
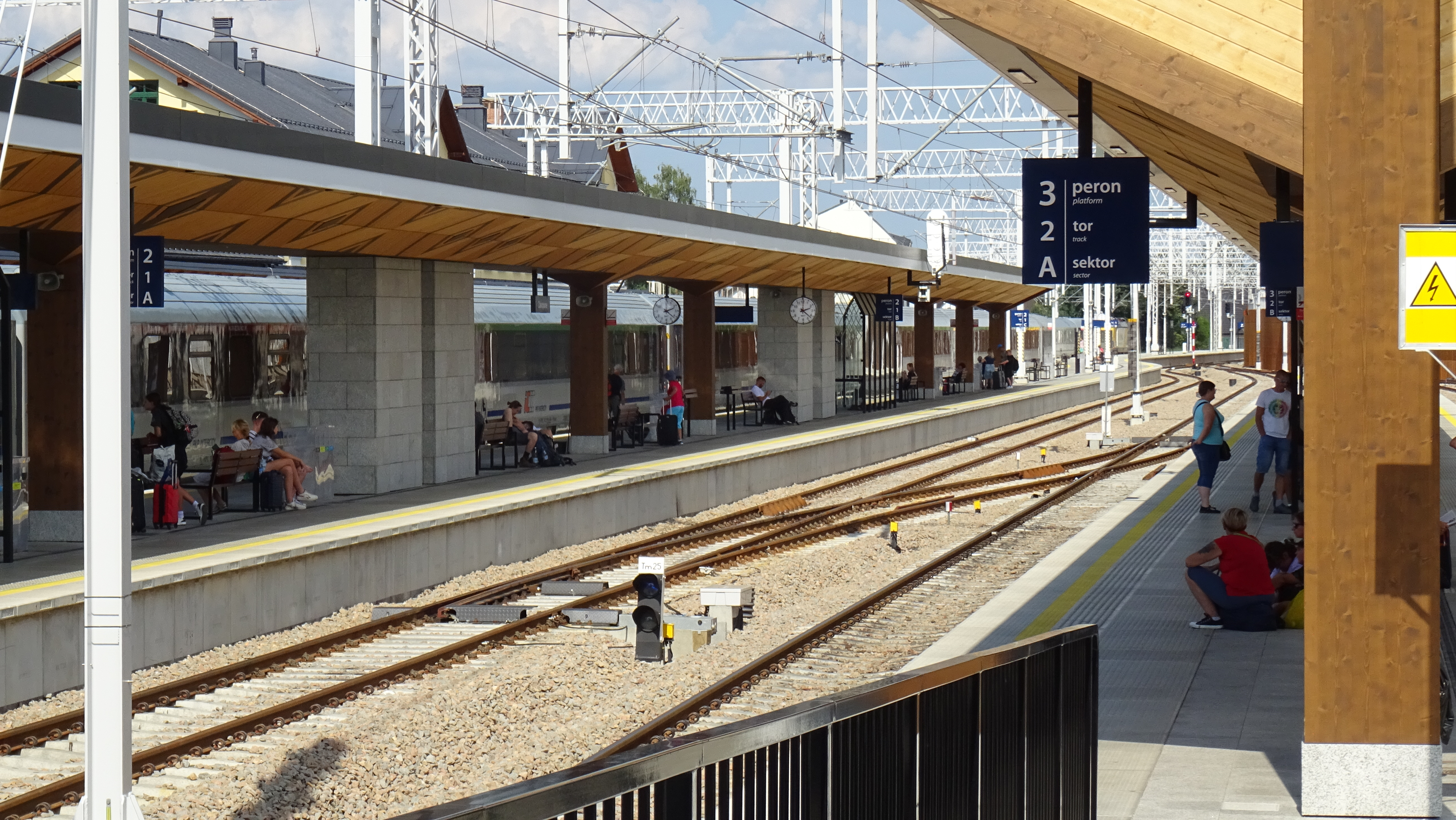
Peron stacyjny po remoncie (2024)
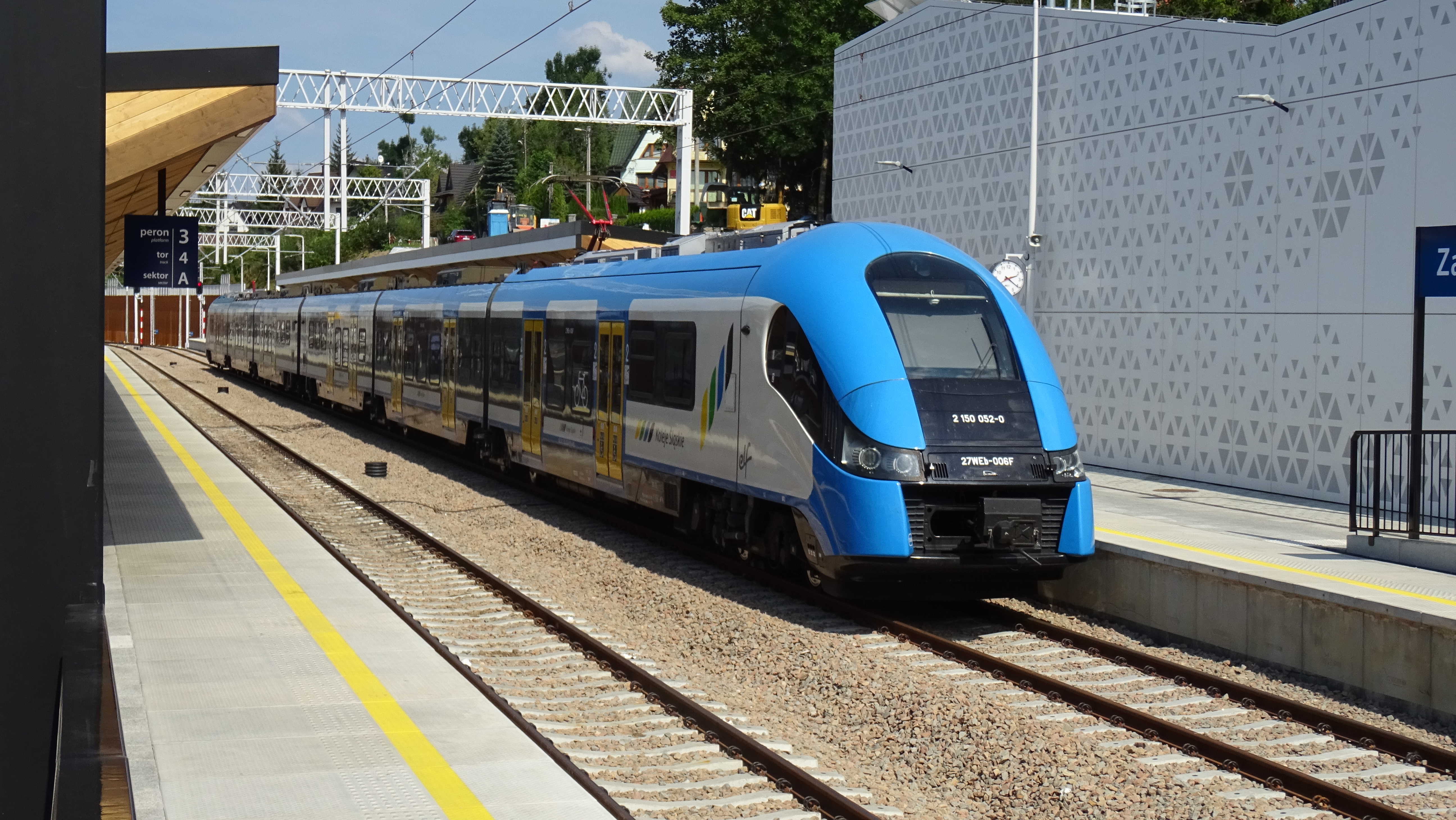
Pociąg Kolei Śląskich EZT 27WEb-006F na stacji w Zakopanem po remoncie
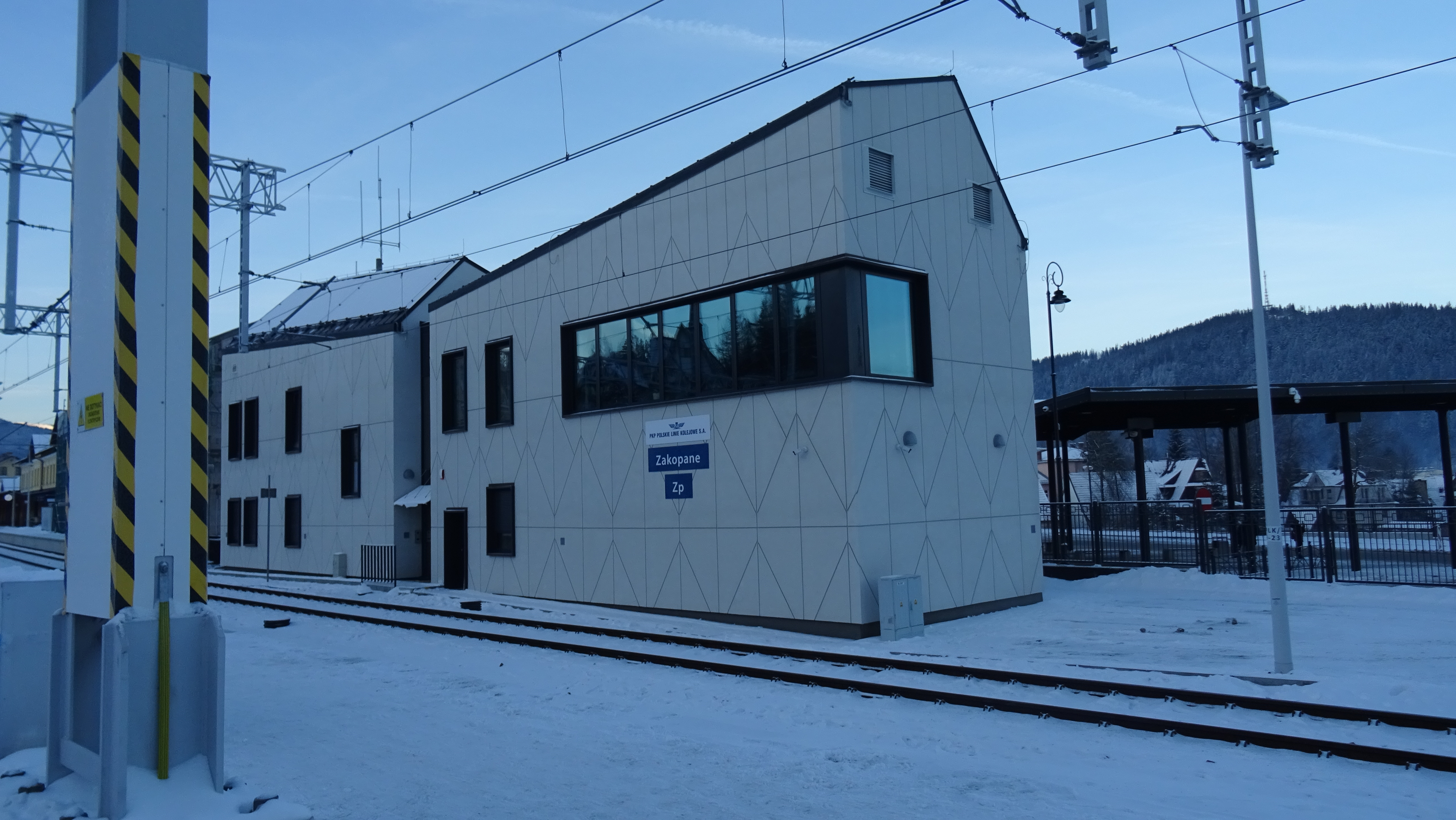
Nastawnia